# Moravska
Moravska (češki i slovački: Morava, mađ. Morvaország; polj. Morawy; njem. Mähren ) povijesna je pokrajina, a ime je dobila po rijeci Moravi, koja izvire u sjeverozapadnom dijelu ove pokrajine. S Češkom i Češkom Šleskom čini Češku Republiku. Grb ove pokrajine nalazi se u današnjem grbu Češke Republike, a čini ga šahirani crveno-bijeli ili crveno-zlatni orao s krunom, na plavom polju.

## Zemljopis
Moravska se rasprostire jugoistočnim dijelom Češke Republike, na Moravskoj visočini. Pokriva istočnu trećinu Češke republike, uključujući "pokrajine":
- Južna Moravska
- Zlínski kraj
- dio Moravsko-šleskog kraja
- dio Olomoučkog kraja
- dio Pardubičkog kraja
- dio Vysočine
- dio Južne Češke

Na sjeveru Moravska graniči s Poljskom i Češkom Šleskom, na istoku sa Slovačkom, na jugu s Donjom Austrijom i na zapadu s Češkom. Sjevernu granicu označuje Sudetsko gorje koje na istoku prelazi u Karpate. Rijeka Dyje koja prolazi pograničnim područjem s Austrijom te vijuga kroz obje zemlje.
U središtu zemlje nalaze se sedimentarni bazeni Morave i Dyje na visini od 180 do 250 m. Na zapadu, Češko-moravsko visočje uzdiže se do 800 m, no najviša je planina na sjeverozapadu - Praděd u Sudetima na 1490 m. Dalje na jugu nalazi se visočje Jeseníky (400–600 m) koje se spušta do 310 m u gronjem toku rijeke Odre, da bi se onda ponovno uzdiglo do 1322 m visoke planine Lisá hora. Moravsku istočnu granicu čine Bijeli Karpati koji dostižu maksimalnu visinu od 970 m (Velká Javořina).
Moravska je poznata i po krškom krajoliku i spiljama.

## Povijest

### Naseljavanje Slavena i Velika Moravska
Oko 60. pr. Kr. narod Boja, vjerojatno keltskoga podrijetla povukao se iz ovoga područja, na kojem su ih zamijenili germanski Kvadi, a u 6. stoljeću slavenska plemena. Krajem toga stoljeća postoji već Moravsko Kneževstvo koje obuhvaća današnju jugoistočnu Moravsku, Záhorie u jugozapadnoj Slovačkoj, te dijelove Donje Austrije. 833. godine ovo kneževstvo postaje Velikomoravska Kneževina, nakon što je pod njezinu vlast došlo i Nitrijsko Kneževstvo na području današnje Slovačke i dijelovima sjeverne Mađarske. Prvi knez Velike Moravske bio je Mojmir I. (vladao 830. – 846.), a najveći je teritorij ova kneževina obuhvaćala oko 890. godine u doba Svatopluka I., kad je u nju pripadalo i cijelo područje današnje Češke Republike i Slovačke, zapadni dio današnje Mađarske, kao i Lužicu u današnjoj Njemačkoj, te Šlesku i područje gornje Visle u južnoj Poljskoj. Nakon Svatoplukove smrti (895.), češki su knezovi postali vazali istočnofranačkog vladara Arnulfa Karantanskoga, a Moravska je kao država prestala postojati kad su 906. – 907. na njezino područje prodrli Mađari.

### Pod češkom vlašću
Nakon pobjede nad Mađarima 955., Oton I. Veliki daje Moravsku svome savezniku Boleslavu I. Přemysloviću, vladaru Češke. Već 999. godine Boleslav I. Hrabri, vladar Poljske pripaja Moravsku i njome vlada do 1019., kad je Přemyslović Břetislav I. ponovno preotima. On će nakon očeve smrti postati i vladarom Češke, a 1054. određuje nasljedno pravo poprimogenituri (prvorodstvu) u Češkoj i Moravskoj, premda je svojim mlađim sinovima dao da upravljaju dijelovima Moravske kao vazali najstarijega sina.
Kroz cijelo razdoblje Přemyslovića, mlađa braća vladara često su vladala dijelovima ili cijelom Moravskom i to iz Olomouca, Brna ili Znojma, uz različite stupnjeve samostalnosti u odnosu na vladara Češke. Najviši samostalnost Moravska je dosegla 1182., kad je car Fridrik I. Barbarossa uzdigao zemlju na razinu marke, te je izravno podložio caru, neovisno o Češkoj. Ipak, već 1197. Moravska je kao vazalna marka pridružena Češkoj, kad se prijestolja odrekao Vladislav Henrik u korist svoga brata Otakara I.
Otada Moravska dijeli povijest s Češkom. Dinastija Přemyslovića izumrla je 1306., a 1310. kraljem postaje Ivan Luksemburški. Pod Luksemburgovcima Češka i Moravska ostaju sve do 1437. kad na prijestolje dolazi Albert II. Habsburgovac.

### Nakon Husitskih ratova
U vrijeme Husitskih ratova Habsburgovci su izgubili vlast nad ovim područjem, a zemlje su privremeno razdvojene. Husit Juraj Podjebardski postao je kralj Češke 1458., a papa Pavao II. izopćio ga je i zabranio katolicima da mu služe. Tako je 1469. hrvatsko-ugarski kralj Matija Korvin osvojio Moravsku, koja će biti ponovno sjedinjena s Češkom 1490., kad je Vladislav II. Jagelović, koji je već 1471. bio naslijedio Jurja kao čaški kralj, naslijedio i Matiju Korvina kao hrvatsko-ugarski kralj. Nakon pogibije njegova sina Ludovika II. u Mohačkoj bitci 1526., kralj Češke postaje Ferdinand I., a Moravska će ostati zajedno s Češkom habsburški posjed sve do kraja Prvog svjetskog rata.
Do 1641. moravska je prijestolnica bio Olomouc, smješten u središtu pokrajine, no nakon što su ga osvojili Šveđani, glavni grad postaje Brno koje se uspješno odupire osvajačima. Moravska Marka imala je svoj vlasiti zemaljski sabor čiji su zastupnici birani (nakon 1905.) zasebno u njemačkim i češkim izbornim jedinicama. Od kraja 18. stoljeća, a osobito u 19. stoljeću jača nastojanje slavenskoga stanovništva Moravske na ostvarenju ideje Češkog državnog prava, kojim bi se oblikovala jedinstvena zemlja od Češke, Moravske i Češke Šleske.

### Dvadeseto stoljeće
Nakon raspada Austro-Ugarske Monarhije 1918. godine, Moravska je postala dijelom Čehoslovačke unutar upravne jedinice Moravsko-Šleske, a u vrijeme njemačke okupacije za Drugog svjetskog rata bila unutar Protektorata Češke i Moravske. Nakon rata, najveći dio Nijemaca prisiljen je na odlazak u skladu s Beneševim dekretima. Raspadom Čehoslovačke Moravska je 1993. postala dijelom Češke Republike.

## Gospodarstvo
Na jugu, oko Hodonína i Břeclava prostire se Bečki bazen bogat nafom i lignitom. Oko Ostrave do 1995. intenzivno se vadio ugljen. Glavne industrijske grane predstavljaju metalna i kemijska industrija te industrija građevnim materijalom i proizvodnja kože. Gospodarska su središta gradovi Brno, Olomouc i Ostrava. Uz ostale poljoprivredne grane, osobito je razvojeno vinogradarstvo, a u Moravskoj se nalazi 94% vinograda Češke Republike, pa je ovdje i središte vinarstva.

## Stanovništvo
Moravci su danas slavenska etnička skupina koja govori ili poseban jezik (moravski jezik), ili samo dijalekt češkoga jezika. Neki od njih smatraju se zasebnim narodom, dok se ostali izjašnjavaju kao Česi. Prema popisu iz 1991. 1,362.000 stanovnika Češke Republike, ili 13,2% izjasnili su se kao Moravci po nacionalnosti. Prema popisu iz 2001. taj je broj pao na 380.000 ili 3,7% stanovništva.